# Иван Пернар (1985)
Иван Пернар (Загреб, 14. октобар 1985) је хрватски политичар, оснивач Живог зида, активиста и народни посланик у 9. сазиву Хрватског парламента.

## Биографија
Рођен је и одрастао у Загребу, где је завршио основну школу и гимназију. Дипломирао је на Здравственом велеучилишту у Загребу и стекао звање вишег медицинског техничара.
Аутор је две књиге - "Како је настао новац" (2012) и "Механика новца“.
Рођак је Ивана Пернара, хрватског политичара који је рањен у атентату у Народној скупштини Краљевине Југославије 1928. године.
Има ванбрачног сина Матиса Ивана Алексиса са Немицом Фредериком. У јануару 2017. Пернар је објавио да није католик и да се исписао из Римокатоличке цркве у Хрватској, коју је назвао продуженом руком Хрватске демократске заједнице.

## Друштвено-политички активизам
У политику је ушао 2009. године када се прикључио Зеленој листи. На локалним изборима 2009. године у Загребу изабран је за одборника у загребачкој четврти Стењевец. Широј хрватској јавности постао је познат као један од иницијатора и организатора протеста против хрватске владе Јадранке Косор, Фејсбук револуције, у Загребу у фебруару и марту 2011. године.
У јуну 2011. године био је један од оснивача, економски прогресивне странке под именом Савез за промене. Са странком је учествовао на Седмим парламентарним изборима 2011. године на којима није освојио довољно гласова за улазак у Хрватски сабор.
Као учесник многих протеста хапшен је 17 пута.

## Деловање у Хрватском парламенту
На хрватским Парламентарним изборима у септембру 2016, Пернар је освојио 15,66% преференцијалних гласова у својој изборној јединици што му је омогућило посланичко место у хрватском парламенту. Након месец дана рада, проглашен је најактивнијим послаником у споменутом сазиву парламента. 29. новембра 2016, председник политичке странке Абецеда демокрације, Стјепан Вујанић, објавио је да је Пернар потписао приступницу његовој странци. Пернар је овакав потез образложио револтом због одбијања захтева за регистрацијом његове нове политичке странке "Једина опција" од стране Министарства управе Републике Хрватске. Убрзо је постао познат по свом провокативном понашању у скупштини, па га је тако током једне седнице председавајући критиковао због једења пице за време седнице. Међутим, критика је била неутемељена јер је тај дан била субота и седница је трајала до скоро пола ноћи.

## Политички ставови

### Спољна политика
Пернар је познат по својим радикалним анти-западњачким и анти-америчким ставовима. У свом интервјуу руској новинарској агенцији Спутњик Њувс, упоредио је НАТО савез са Хитлеровим Трећим рајхом, док је истовремено изразио дивљење према Руској Федерацији. За Русију је казао "Да нема Русије, нико се не би могао супротставити САД, а оне би могле бомбардовати и разорити било коју земљу која не служи њиховим интересима". У једном другом интервјуу, изјавио је: "САД није у интересу да се кризе у свету решавају. Да би у томе успели некад користе лудаке попут Слободана Милошевића, који је био тотални лудак одвојен од стварности, а некад користе албанске терористе.". У једном интервјуу је коментарисао Европску унију констатацијом да она: "није демократска, већ њоме владају банкарски картели и бирократе". Изјавио је да ће његова странка сарађивати са осталим странкама једино ако су оне спремне извести Хрватску из Европске уније. У једној телевизијској емисији Пернар је изјавио да је Израел настао на етничком чишћењу Палестинаца, те је критиковао САД јер нису помогле Палестинцима. Операцију Олуја, Пернар је такође коментарисао као етничко чишћење српског становништва, за шта је окривио тадашње вође Крајине. Босну и Херцеговину је Пернар назвао "диктатуром којом се управља од споља" и да би референдумом у Републици Српској народ требало да одлучи жели ли остати у БиХ или не.

### Слободни зидари
Пернар је изразио свој критичан однос према масонима, с којима је, по властитим тврдњама, успоставио контакт за време посете Чешкој. Рекао је да су му масони понудили да ће га подићи ако крене са њима и да у својим рукама држе медије и одређују коме ће ићи власт. Такође је рекао да су га упозорили да не доводи у питање процес стварања новца. Рекао је да је ову понуду одбио јер је хтео ићи својим путем, а гледаоцима је препоручио да им Исус као и њему буде узор. За масоне 33. реда навео је да масонска литература изриче да могу комуницирати са ђаволом, а неке посланике у скупштини је оптужио да нису верни држави, него тајним друштвима.

### Легализација марихуане
Пернар се залаже за легализацију марихуане јер тврди да би тада људи постали срећнији и догодио би се процват пољопривреде.

### Однос према вакцинама
Дана 9. јануара 2017. Пернар је написао на Фејсбук статус у којем је тврдио да фармацеутски лобији праве отровне вакцине којима "означавају људе као стоку", те је подстакао своје следбенике да размисле зашто мали убоди игле остављају тако велике ожиљке на кожи, док вакцинисана деца постају аутистична. На ове тезе негативно је реаговао део хрватских медија који су критиковали Пернара назвавши га "теоретичаром завере". Након тога, одређени педијатри и државна правобранитељица за децу изразили су згражавање због оваквог Пернаровог става.

### Критика Хрватске академије наука и уметности
Дана 14. децембра 2016. Пернар је критиковао Хрватску академију наука и уметности речима:
Какве користи имамо од ваше науке? То је псеудо-наука, она личи на науку, али није, јер се не бави круцијалним темама. Ви сте декоративни уред, културни манекени и квази интелектуалци, јер прави би интелектуалци говорили истину о темама које су битне за наше друштво, а не би се бавили само стварима које немају конкретне примене и од којих друштво нема никакве користи
.